# Peñarrubia (Albacete)
Peñarrubia es una pedanía española perteneciente al municipio de Elche de la Sierra, en la provincia de Albacete, dentro de la comunidad autónoma de Castilla-La Mancha.

## Ámbito
Incluye los barrios de La Iglesia, La Rambla, La Venta, La Teja y Los Cuartos.
Además se incluyen bajo el mando del alcalde pedáneo de Peñarrubia las fincas de El Prao, El Ojico, Capellanía y Peralta.

## Historia
A principios del siglo XX esta pedanía centraba su riqueza en el cultivo del esparto, los almendros y los olivos.
En las décadas de 1950 y 1960, el éxodo rural, hacia la costa mediterránea principalmente, y la desaparición de la industria basada en el esparto por la aparición de fibras y materiales sintéticos, hicieron que la población disminuyera de manera drástica.
- Datos: Q4348748